# Infecção perinatal
Infecção perinatal (também Infecção congénita) é uma infecção bacteriana, viral ou parasítica transmitida pela mãe ao filho durante a gravidez.
Causas da elevada mortalidade perinatal:
• Prematuridade 
• Baixo peso
• Infecções neonatais